# Ataraksja
Ataraksja (stgr. αταραξια – brak zamętu, niepokoju) – postawa niewzruszoności, równowagi i spokoju ducha, ideał spokoju wewnętrznego człowieka. Jedna z cech mędrca według filozofów hellenistycznych.

## Filozofia starożytna
Stan ataraksji osiągany jest przez wyzbycie się nadmiernych pragnień oraz lęku przed śmiercią i cierpieniem, a znajdowanie radości duchowych, których źródłem jest cnota i rozum. Jest to stan doskonały, stanowiący warunek szczęścia, a niekiedy nawet z nim tożsamy . 
Pojęcie ataraksji wprowadzone zostało przez Demokryta , a upowszechniło się wśród filozofów epoki hellenistycznej, w poszczególnych szkołach przyjmując nieco odmienne znaczenia : 
- Epikureizm: jest utożsamiana z przyjemnością katastematyczną i brakiem cierpienia (aponią);
- Stoicyzm: jest utożsamiana z apatheią, czyli brakiem namiętności. Stoicyzm początkowo nie używał tego pojęcia. Pojawiło się ono u stoików w epoce przed Cyceronem;
- Sceptycyzm Pirrona: to brak wzburzeń i spokój wewnętrzny;
- Akademicy, perypatetycy i późni sceptycy: tożsama z metriopatią - miarkowaniem namiętności.